# ميلون
ميلون هو موقع ويب من نوع متجر موسيقى على الإنترنت ‏ وخدمة بث موسيقى ‏ أنشئ في 2004، الموقع ملك لوين إنترتينمنت، وهو متوفر باللغة الكورية.

## وصلات خارجية
- الموقع الرسمي